# Елино (Владимирская область)
Елино — деревня в Меленковском районе Владимирской области, входит в состав Ляховского сельского поселения.

## География
Деревня расположена на берегу реки Ока в 17 км на северо-восток от центра поселения села Ляхи и в 35 км на северо-восток от райцентра города Меленки.

## История
Деревня впервые упоминается в окладных книгах 1676 года в составе Урвановского прихода, в ней тогда было 5 дворов крестьянских и 1 бобыльский.
В конце XIX — начале XX века деревня входила в состав Усадской волости Меленковского уезда, с 1926 года — в составе Муромского уезда. В 1859 году в деревне числилось 22 дворa, в 1905 году — 61 двор, в 1926 году — 96 дворов.
С 1929 года деревня являлась центром Елинского сельсовета Ляховского района, с 1940 года — в составе Усадского сельсовета, с 1954 года — в составе Урвановского сельсовета, с 1963 года — в составе Меленковского района, с 2005 года — в составе Ляховского сельского поселения.  

## Население
| 1859 | 1905 | 1926 | 2002 | 2010 | 2021 |
| ---- | ---- | ---- | ---- | ---- | ---- |
| 192  | ↗386 | ↗579 | ↘80  | ↘50  | ↘27  |